# Finn (Gwiezdne wojny)
Finn (początkowo nazywany FN-2187) – fikcyjna postać ze świata Gwiezdnych wojen, po raz pierwszy pojawiająca się w filmie Gwiezdne wojny: Przebudzenie Mocy z 2015 roku, gdzie w jego rolę wcielił się John Boyega.

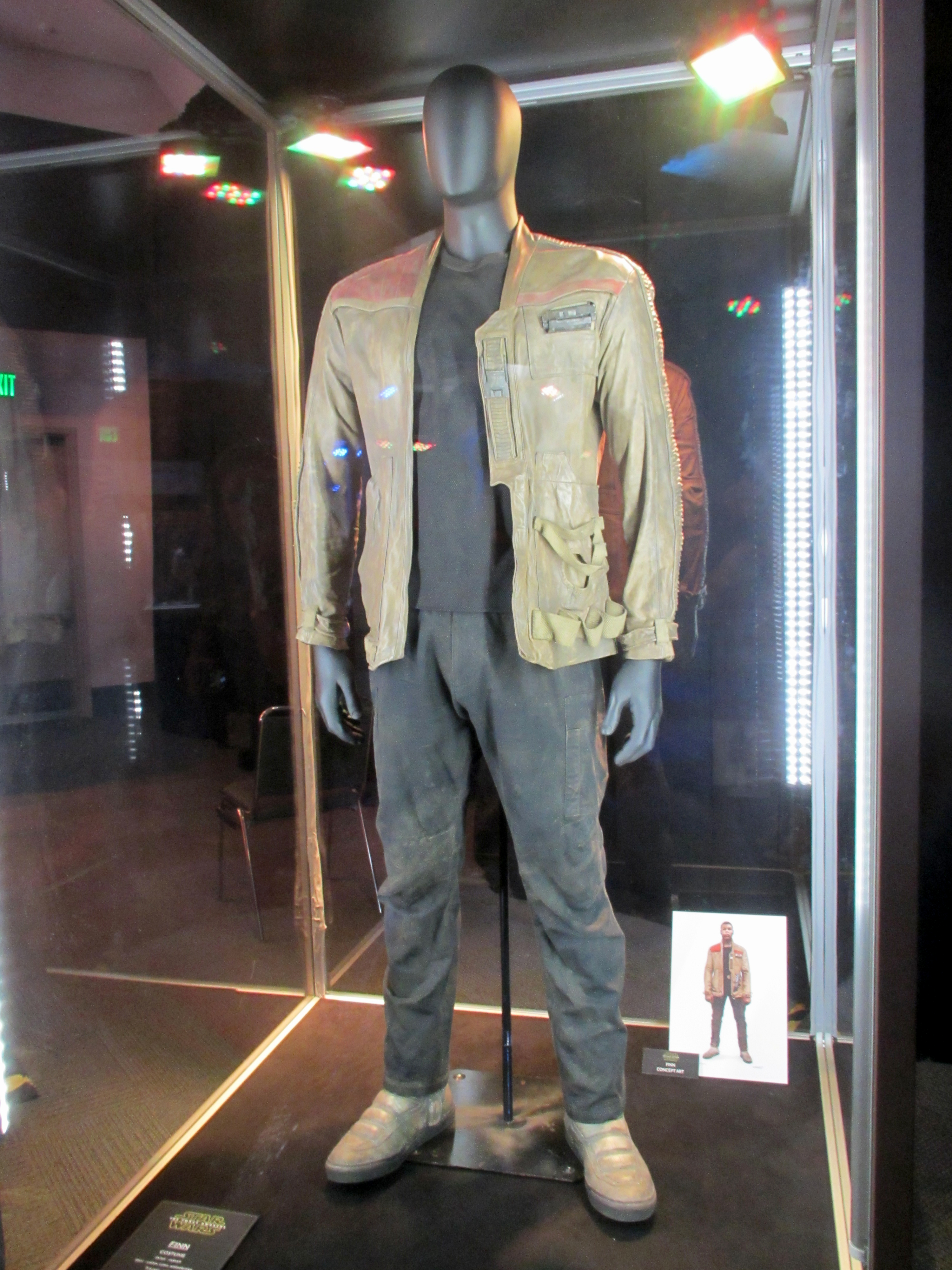
Kostium Finna

Około 30 lat po bitwie o Endor Finn był szturmowcem w oddziale Najwyższego Porządku. Jako dziecko został odebrany rodzicom i trafił do korpusu FN, w którym został wychowany w wierności Najwyższemu Porządkowi.
Po napaści na Tuanul stwierdził, że nie jest w stanie zabijać na rozkaz. Zdecydował się zdezerterować. Pomógł uciec Poe Dameronowi – pilotowi Ruchu Oporu. Poe stwierdził, że numer FN-2187 nie jest łatwy do zapamiętania i wymyślił imię Finn. Uciekając myśliwcem TIE ze statku Kylo Rena, rozbili się na pustynnej planecie, Jakku. Poe zaginął, a Finn poznał Rey i droida BB-8. Wspólnie ukradli statek Sokół Millennium. Po ucieczce z Jakku, natrafili na Hana Solo i Chewbaccę, którzy zabrali ich na Takodanę do zamku Maz Kanaty. Zostali jednak ponownie zaatakowani przez siły Najwyższego Porządku. Z pomocą Ruchu Oporu udało im się odeprzeć atak, lecz Rey została pojmana. Finn, chcąc ją ratować, zaproponował plan zniszczenia bazy Starkiller. W bazie spotkał uwolnioną Rey, lecz zostali zaatakowani przez Kylo Rena. Finn próbując ratować dziewczynę, zaatakował przeciwnika mieczem świetlnym Anakina Skywalkera. Został poważnie ranny i zapadł w śpiączkę.